# Austin Berry Moya
Pour les articles homonymes, voir Austin Berry et Berry (homonymie).
Austín Gerardo Berry Moya (né le 5 avril 1971 à San José au Costa Rica) est un footballeur international costaricien, qui jouait au poste de milieu de terrain, avant de devenir entraîneur.

## Biographie

### Carrière de joueur

#### Carrière en sélection
Avec l'équipe du Costa Rica, il joue 65 matchs (pour 6 buts inscrits) entre 1991 et 2002. Il figure notamment dans le groupe des sélectionnés lors des Gold Cup de 1991, de 1998, de 2000 et 2002.
Il participe également aux Copa América de 1997 et de 2001.
Il dispute également 16 matchs comptant pour les tours préliminaires des coupes du monde 1994, 1998 et 2002.
Il joue enfin la Coupe du monde des moins de 20 ans 1989 organisée en Arabie saoudite.

## Palmarès
Costa Rica
- Gold Cup :
  - Finaliste : 2002.